# Храм Гефеста
Храм Гефеста (грец. Ναός του Ηφαίστου και της Αθηνάς Εργάνης), також Гефестейон (грец. (Ηφαιστείον)) — периптеричний храм, побудований у доричному стилі на пагорбі Агорайос на північний захід від Афінської агори. Храм Гефеста є найкраще збереженим серед усіх давньогрецьких культових споруд. За свою багатовікову історію храм навіть служив Храмом Св. Георгія Акаматіса грецької православної церкви у період з 7 ст. до 1834 р.

## Назва
За археологічними даними, довкола храму були численні ковальні, так давні афіняни сподівались на покровительство Гефеста, бога вогню та ковальства. Також за свідченнями дослідників, на пагорбі ніколи не існувало попереднього давнішого храму, окрім невеличкого святилища, спаленого захопившими Афіни персами близько 480 до н. е.
Деякий час храм носив ім'я Тесея, або Тесейон. Вважали, що ніби саме тут було поховано мощі афінського героя, привезені на його батьківщину з острова Скірос Кімоном у 475 до н. е. Проте цей факт було спростовано.

## Історія будівництва
Після Платейської битви греки заприсягнули ніколи не відновлювати споруд, зруйнованих персами під час їх вторгнення в Елладу, а залишити в руїнах як одвічне нагадування про жостокість варварів. Афіняни зокрема спрямували усі зусилля на відновлення економіки та зміцнення свого впливу у Афінському морському союзі.
Коли до влади прийшов Перикл, він почав здійснення грандіозного плану по перетворенню Афін на центр одночасно грецької влади та культури. Храм Гефеста Афінської гори мав втілити найяскравіші риси грецької традиції — консервативний доричний ордер та повний відповідність метопам, що прикрашали Дельфійську скарбницю. 
Будівництво розпочалось 449 до н. е., а завершилось лише 415 до н. е. Затяжна тривалість робіт пояснюється тим, що основний акцент був пізніше перенесений на зведення монументального ансамблю Афінського акрополя, тож кошти та робітники були перекинуті на зведення Парфенону. Західна частина зофору була завершена близько 445—440 до н. е., в той час як східна його частина, західний фронтон та кілька змін в інтер'єрі храму датуються 435—430 роками до н. е. Спорудження даху та скульптурне оздоблення храму завершено лише під час Нікейського миру, близько 421-415 до н. е. Офіційне відкриття храму відбулось 415 до н. е.